# Al-Būrīnī
Al-Būrīnī, mit vollem Namen al-Ḥasan ibn Muhammad ad-Dimaschqī as-Saffūrī Badr ad-Dīn al-Būrīnī (arabisch الحسن بن محمد الدمشقي الصفوري بدر الدين البوريني, DMG al-Ḥasan b. Muḥammad ad-Dimašqī aṣ-Ṣaffūrī Badr ad-Dīn al-Būrīnī; * Juli 1556 in Saffuriyya, Sandschak Safad (Safed); † 1. Juni 1615 in Damaskus), war ein Gelehrter und Chronist des Osmanischen Reiches mit arabischer Muttersprache.

## Leben
Al-Ḥasan al-Būrīnīs Nachname bezeichnet die Heimatstadt seines Vaters, Burin in der Nähe von Nablus in Galiläa. Er wurde allerdings in Saffuriyya geboren, der Heimat seiner Mutter. Sein Vater war zuerst Polsterer oder Tapezierer (munaddschid), später Parfümhersteller (ʿattār). Seine Ausbildung begann al-Būrīnī in der örtlichen Koranschule. 1565/66 übersiedelte die Familie nach Damaskus, wo er an der ʿUmariyya-Madrasa as-Sālihiyya studierte. Um 1580/81 war er bereits an der Umayyaden-Moschee von Damaskus, wo er mit dem renommierten Rechtsgelehrten ʿAbdurrahman al-Furfurī († 1585) Kontakt aufnahm, der al-Būrīnī mit seinem Patronat weiterhalf.
An der neugegründeten Darwischiyya-Moschee übernahm al-Būrīnī 1585 seine erste Lehrtätigkeit. Sein Schwiegervater Ahmad al-'Itawī († 1616) verschaffte ihm um 1592 das Recht, selbständig Fatwas (Rechtsgutachten) auszustellen. Bis zu seinem Tod bekleidete al-Būrīnī leitende Lehr-Positionen an einigen Hochschulen von Damaskus, was zu einem beträchtlichen Einkommen führte. Sein Vater war sogar in der Lage, seine Berufstätigkeit zu beenden und von den Einkünften seines Sohnes zu leben. Al-Būrīnī wurde von Zeitgenossen als Beispiel angeführt, wie jemand aus bescheidener Herkunft auf Grund seiner Ausbildung zur sozialen und ökonomischen Prominenz in einer der Großstädte des Osmanischen Reiches aufsteigen konnte.
Weniger als Rechtsgelehrter, sondern eher als Kenner der arabischen Grammatik, Rhetorik und Poesie spielte er eine anerkannte Rolle im Studienbetrieb. Auch Persisch und Türkisch beherrschte er, wobei Zeitgenossen vermerkten, dass seine Persischkenntnisse besser als die des Türkischen waren. Al-Būrīnī hielt engen Kontakt zu den Ulama (Gelehrten) genauso wie zu Poeten und Schriftstellern, von denen er viele in seinem Werk nannte. Auch selber hatte er einen Ruf als Dichter erworben, allerdings sind von seinen Gedichten nur wenige überliefert. In der Anthologie des Ägypters Ahmad al-Chafadschī († 1659) wurde er als namhafter Poet angeführt.

## Werk
Tarādschim al-Aʿyān min Abnāʾ az-Zamān (arabisch, sinngemäß: Biographien berühmter zeitgenössischer Persönlichkeiten)
Al-Būrīnī begann mit diesen Biographien im Jahre 1601, ermutigt von Muhammad Amīn al-ʿAdschamī († 1610), dem defterdar (Schatzmeister) von Damaskus. Eine Kopie des Werkes übergab al-Būrīnī später an al-ʿAdschamī sowie an den wichtigen Militärbefehlshaber Muhammad b. Mandschak († 1623). Bis zu seinem Todesjahr 1615 schrieb er an seiner Chronik und es wird als sicher angenommen, dass er sie nicht vollenden konnte.
In der Einleitung vermerkte er, dass er vorhabe, eine Abhandlung in der Tradition der großen Historiker Ibn Challikān († 1282), Ibn al-Athīr († 1223) und anderer zu verfassen. Der Unterschied zu diesen Vorbildern ist, dass al-Būrīnī fast ausschließlich Biographien von Personen schrieb, die er persönlich kannte. Diese sind aus Damaskus, nur wenige aus anderen Orten, die er besucht hatte, nämlich Tripoli im Jahre 1600, Aleppo 1608 und dem Hedschas 1611. Das Werk ist ein wichtiges Zeugnis für die politische, intellektuelle und kulturelle Geschichte Syriens in der Zeit des späten 16. und frühen 17. Jahrhunderts. Al-Būrīnīs Kontakte zu Politikern und hohen Militärs seiner Heimatstadt verschafften ihm ausreichend Informationen für seine Arbeit. Diese dokumentiert den schwachen osmanischen Einfluss und die sich daraus ergebende Macht lokaler Söldnerführer (Sekban), die sich auch untereinander bekämpften. Er selbst nahm eine eher pro-osmanische Haltung ein, oft im Gegensatz zu seinen Schülern.
Da er laufende Aktualisierungen seiner biographischen Chronik vornahm, ist der Stil von Kapitel zu Kapitel unterschiedlich. Manche Passagen sind tagebuchartig, andere in rhythmischer Prosa verfasst. Die einzelnen Manuskripte unterscheiden sich auch in Aufbau und Inhalt (unter anderem der Einleitung), da fast alle von späteren Chronisten für ihre Ausgabe nachbearbeitet wurden. Auf der Version von Fadlullāh al-Muhibbī († 1671) beruht die 1959 erschienene Druckausgabe. Al-Muhibbīs Edition ist auch die Grundlage der vier Manuskripte, die heute in Berlin, Dublin, Kairo und Medina aufbewahrt werden. Trotzdem gibt es substantielle Unterschiede zwischen den einzelnen Versionen. Die beiden anderen (Kalkutta und Wien) sind davon unabhängig entstanden. In der Wiener Handschrift werden 46 Persönlichkeiten aufgeführt, die im Werk mit ihrem Lebenslauf beschrieben sind.
Zu seiner Zeit war al-Būrīnī allerdings vor allem bekannt als Verfasser eines vielgelesenen Kommentares zum Dīwān (Gedichtsammlung) des Mystikers und Dichters Ibn al-Fārid († 1235).

## Manuskripte
- Berlin, Staatsbibliothek zu Berlin, Wetzstein II 29, 189 Folios.
- Dublin, Chester Beatty Library, Arabic 3219, 184 Folios.
- Kairo, Dar al-Kutub al-Misriyya, 576 Tarikh, 198 Folios.
- Kalkutta, Library of the Asiatic Society in Calcutta, Nr. D 22, 235 Folios.
- Medina, Aref Hikmat Library, 42 Tarikh, ca. 150 unnummerierte Folios.
- Wien, Österreichische Nationalbibliothek, Mxt. 346, 155 Folios.